# Paolo Grancino
Paolo Grancino var en italiensk violinbyggare, verksam mellan 1665 och 1692.
Grancino tillhörde en violinbyggarfamilj verksam i Milano mellan 1650 och 1720. Han var elev till Nicola Amati.